# سنجاي باتل
سنجاي باتل (بالإنجليزية: Sanjay Patel)‏ هو رسام رسوم متحركة ومخرج أمريكي، ولد في 1974 في لندن في المملكة المتحدة.

## وصلات خارجية
- سنجاي باتل على موقع IMDb (الإنجليزية)
- سنجاي باتل على موقع قاعدة بيانات الفيلم (الإنجليزية)